# Кигуруми

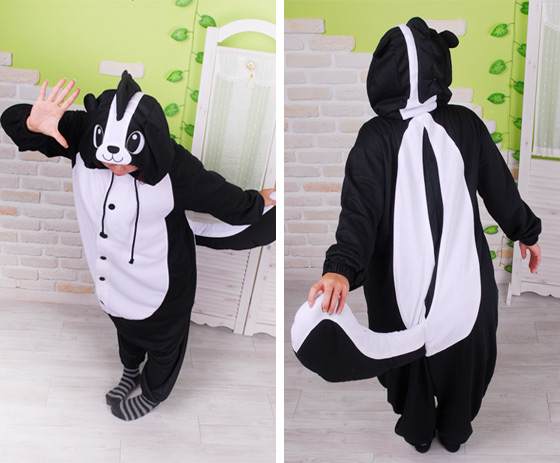
Кигуруми

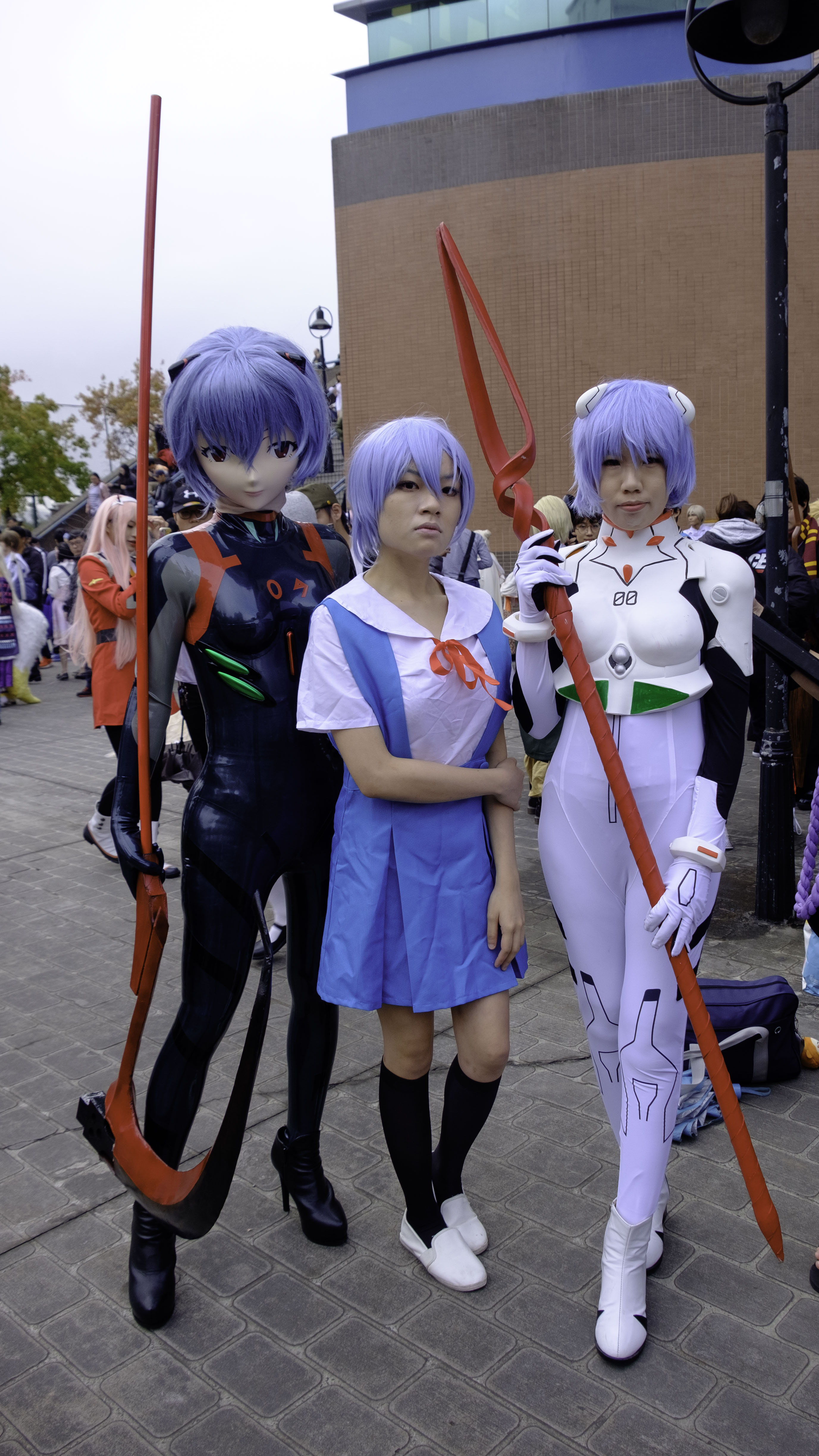
Рей Аянами на Comic World Taiwan 2018

Кигуруми (яп. 着ぐるみ) — покрывающие всё тело костюмы в виде животных, героев мультфильмов и других персонажей, используемые главным образом костюмированными исполнителями. Артисты, одетые в кигуруми, появляются в торговых центрах, тематических парках и аниме-фестивалях. Костюмированных персонажей очень много в Диснейленде на детских шоу, таких, как «Барни и друзья». Часто они участвуют в спортивных событиях в качестве талисманов. Часто их присутствие преследует рекламные цели; также кигуруми используются для развлечения детей. Наибольшую популярность имеют костюмы Пикачу, Винни-Пуха, Hello Kitty, слонов, динозавров, собак, коров, стичи и панды. Также существуют так называемые пижамы-кигуруми (яп. 着ぐるみパジャマ кигуруми падзяма) — пижамы, покрывающие почти всё тело, в виде животных или различных персонажей.

## Этимология
Кигуруми (яп. 着ぐるみ; от яп. 着る — носить + ぬいぐるみ — мягкая игрушка) является сокращением от Дзинтай тякуё нуигуруми (яп. 人体着用ぬいぐるみ дзинтай тякуё: нуигуруми), где 人体 — человеческое тело, 着用 — носить, ぬいぐるみ — мягкая игрушка; то есть буквально переводится как «мягкая игрушка для ношения на человеческом теле».

## Аниме кигуруми

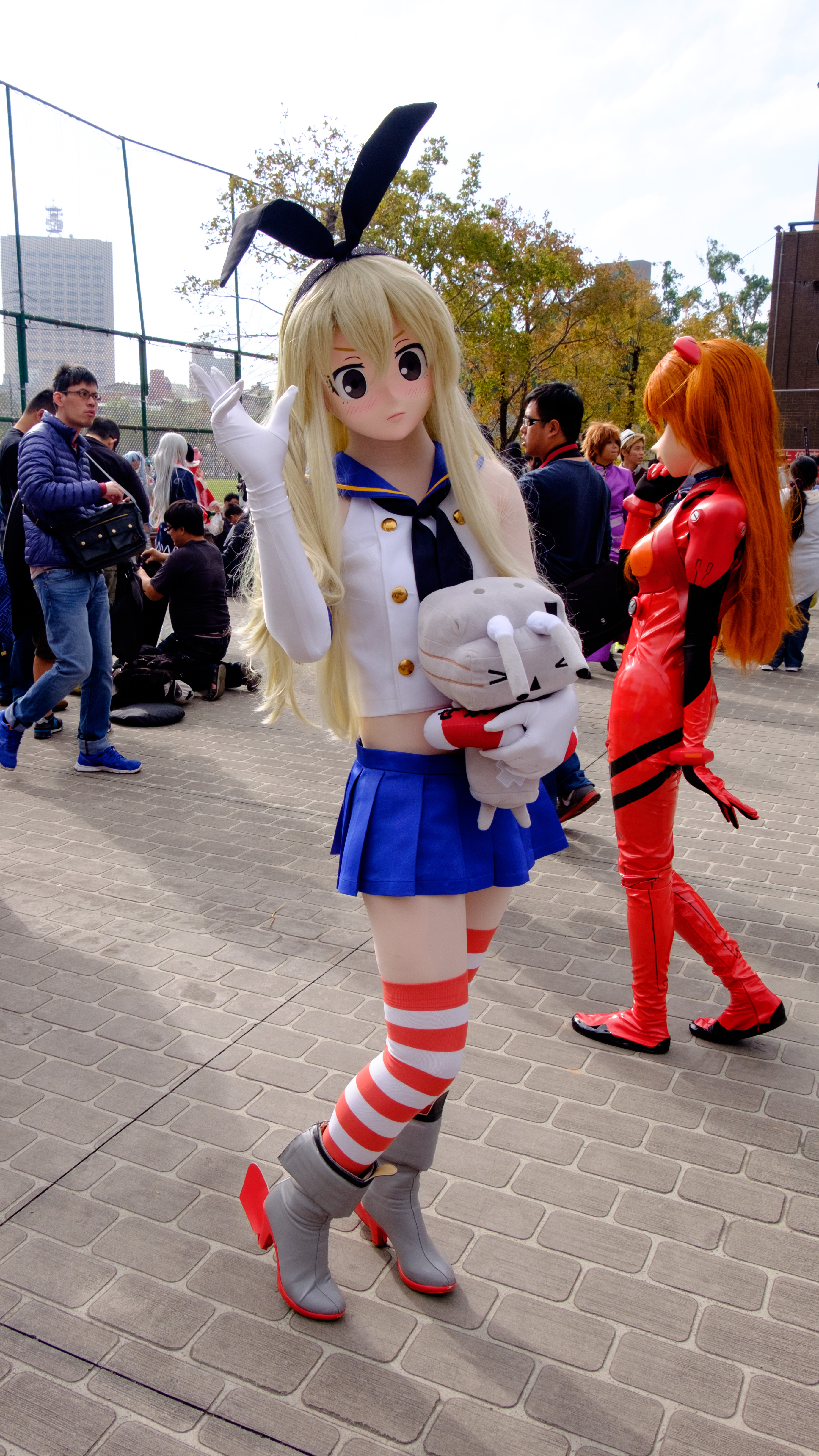
Героиня Kantai Collection Симакадзэ и Аска Лэнгли Сорью

Большую популярность аниме кигуруми приобрели в отаку- и косплей-кругах. Актёр называется анимегао (яп. アニメ顔 от слов «аниме» и «као» — лицо. То есть ростовая кукла с лицом из аниме) или «доллер» (от англ. doll «кукла»). В комплект одежды входят маска, парик, иногда головной убор для подчеркивания образа персонажа, комбинезон (известен в Японии как Хидатаи, как правило, из лайкры телесного цвета, с вырезом для лица), в сочетании с аксессуарами соответствующего характера. Маска твердотельная, материалом служит стеклопластик, поэтому лицо у маски статично. Доллеры в Японии часто выступают на сцене, в промоакциях, в кино и телевизионных шоу (например, Tokyo Mew Mew, программы для детей). Этот стиль косплея стал очень популярным в Азии с 1980 года и привлекает интерес в Канаде, США и Европе. Но неофициальное использование образов персонажей аниме, например, Pretty Cure, приводит к нарушениям авторских прав, о чём владельцы предупреждают японских косплееров; также по соображениям безопасности в парках не разрешены головные уборы, специальный макияж и маски, закрывающие лицо.
В 1994 году открыт первый сайт, dollhouse.jp, на котором выкладывает свои работы первый известный непрофессионал. В 1999 году создаётся студия Сигма, задавшая тон всей анимегао-эстетике, абсолютный лидер по количеству масок в Японии. В 2003 году на англоязычной сцене появляется Yury Tsukino, имевший сильное влияние на ранних американских и европейских доллеров, а в 2005 году в косплей-круги приходит Wuy Ri, создавший целый ряд популярных масок и развивающий это направление в технологическом плане, а также являющийся лидером неяпонского движения кигуруми по всему миру. Если кигуруми от Сигмы является самым часто встречающимся в Японии, то кигуруми от Wuy — самое распространённое вне страны Восходящего Солнца.
Анимегао сообщество имеет ряд довольно жёстких правил, подобных тем, которые существуют на Венецианских карнавалах. В процессе представления доллера всегда должен сопровождать человек, ответственный за здоровье актёра, целостность и опрятность костюма.
- Актёр кигуруми никогда не говорит. Выступление должно оставаться полной пантомимой, с первой и до последней секунды. В то же время возможно использование планшета (механического или компьютерного), на котором кигуруми может что-то писать — зависит от роли.
- Актёр кигуруми никогда не снимает маску на публике, чтобы не разрушать образ. Существование этого правила привело к тому, что реальная личность большинства доллеров — это тайна. Единственно возможным представлением о внешности, в таком случае, являются образы, которые они создают в своих масках.
- Актёр кигуруми всё время остаётся в роли. Ведущий должен внимательно следить за этим.
- Ведущий обязан следить за неисправностями костюма кигуруми и вовремя их исправлять.
- Ведущий должен оберегать кигуруми от приставания посторонних лиц.
- Ведущий должен подсказывать кигуруми о препятствиях на пути и помогать их преодолевать.
- Ведущий должен оставаться с кигуруми в течение всего времени представления, он не имеет права уходить. Исключение может быть сделано только в том случае, если есть запасной ведущий, который будет с кигуруми во время отсутствия основного.

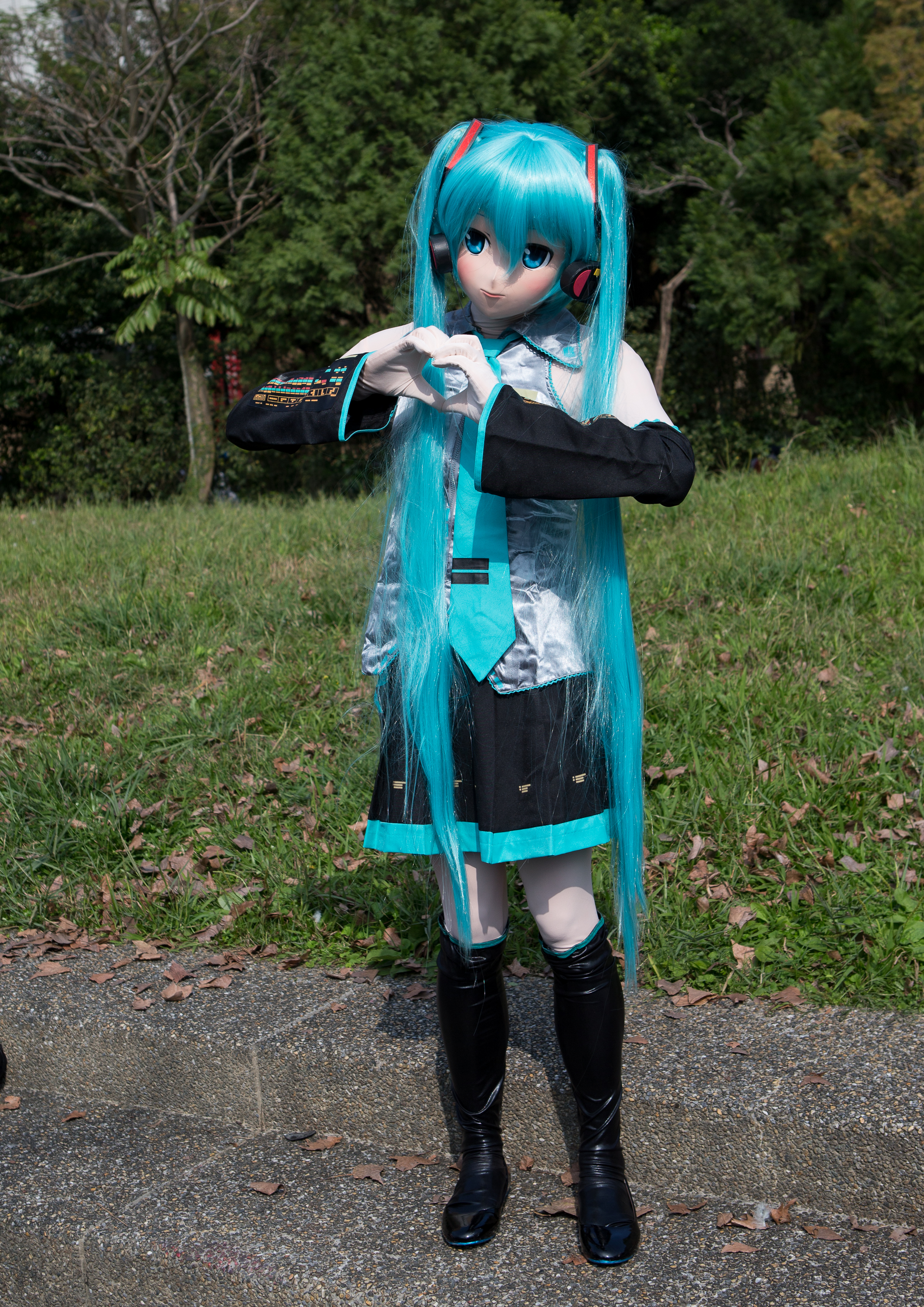
Мику Хацунэ

Вероятно, на них также оказали существенное влияние костюмы, маски и реквизиты театра Но. Японская маска наделялась магическими свойствами и придавала загадочную привлекательность, харизматичность, превращая в украшенную прекрасными одеждами живую скульптуру.
Стоимость комплекта анимегао кигуруми довольно высока — от сотен до нескольких тысяч долларов. Однако для того, чтобы войти в сообщество, не обязательно иметь много денег — можно заказать заготовку со значительной скидкой или сделать маску с нуля под руководством мастеров. Такая ситуация поддерживается как мастерами, так и рядовыми членами сообщества: зачастую доллеры находятся в разных странах мира, но они разделяют общие ценности.
Маски бывают открытые и закрытые. Открытые легко надевать и снимать. Закрытые дополнительно снабжаются задней крышкой, которая крепится с помощью специальных замков. Закрытую маску нельзя снять с головы, пока не отсоединена задняя крышка. Внутри маски, по всей внутренней поверхности, укладываются вкладышами из мягкого материала, (например, поролона). Непокрытыми остаются зона глаз и рта, чтобы маска не натерла голову и лицо и голова человека правильно размещалась — глаза должны смотреть прямо в смотровые отверстия. Обзор сильно ограничен. Смотровые отверстия могут располагаться в зрачках, верхней части глаз, бровях, складках верхнего века.
Другой вид кигуруми, названный «disguise pajamas», имеет некоммерческое применение и является частью японский уличной моды. Носители таких пижам называются в Японии кигурумин. Такая одежда не является полноценным костюмом. Данные кигуруми сделаны из тонкого материала и соответствуют пропорциям человека. Капюшоны или шапки не покрывают лицо.
В англоязычных странах словом кигуруми называются исключительно костюмированные персонажи по аниме и манге. Костюмы животных, костюмы талисманы и костюмы в парках развлечений, таких как Диснейленд, в зависимости от контекста, носят название маскот или фурсьют. Фурсьюты — это костюмы, которые представляют собой животных и героев мультфильмов в соответствии с установленными стилями в фурри-фэндоме, в том числе персонажей Диснея, Looney Tunes и antro (животные с человеческими пропорциями). Такие костюмы могут полностью покрывать тело исполнителя и часто бывают мягкими. Маскоты — это профессиональные костюмы и талисманы (в более широком смысле словом маскот называют любое изображение талисмана), например, ростовые куклы — символы спортивных команд. Разница заключается в том, что аниме кигуруми для неподготовленных зрителей выглядят странными и непонятными, в отличие от того, к чему привыкло большинство людей. Анимегао отвечают на вопрос, как персонажи аниме могут существовать в реальности. «Актрисы в костюмах» на сцене и в других видах выступлений напоминают актёров токусацу («Ультрамен», Kamen Rider, Super Sentai), которые взаимодействуют с поклонниками за пределами телешоу. 
В 2024 году South China Morning Post сообщила: интернет-источники предполагают, что японские мужчины, которые появляются в силиконовых костюмах и масках с женским лицом в общественных местах, вдохновлены анимегао кигуруми.
Чтобы избежать путаницы, связанной с относительно большим количеством подвидов кигуруми, в японском сообществе наряду с тегом «着ぐるみ» используется «着ぐる絵».

### Шарнирные кигуруми
Относительно самостоятельным подвидом анимегао кигуруми является версия, при которой в качестве оригинала для маски используется образ шарнирной куклы. Впервые среди непрофессионалов он появился в марте 2011 года, на фестивале «Otakufest».
В 2014 году молды для масок в стиле шарнирных кукол стала выпускать студия «Nukopan».
В июле 2016 года дизайнер Хитоми Комаки создал персонажа Лулу Хасимото, образ которой в 2018 году стал известным далеко за пределами сообществ доллеров и косплееров.